# Juliana Canfield
Juliana Canfield (Washington, D.C., 18 de fevereiro de 1992) é uma atriz americana. Ela é mais conhecida por interpretar Jess Jordan em Succession.

## Filmografia

### Cinema
| Ano  | Título                | Papel         | Notas          |
| ---- | --------------------- | ------------- | -------------- |
| 2018 | Plain Fiction         | Mulher da Lua |                |
| 2019 | The Neighbors' Window | Vizinha       | Curta-metragem |
| 2019 | South of Bix          | Bix (voz)     | Curta-metragem |
| 2019 | The Assistant         | Sasha         |                |
| 2020 | On the Rocks          | Amanda        |                |
| 2022 | NQR                   | Comediante    | Curta-metragem |
| 2023 | Sis                   | Courtney      | Curta-metragem |
| 2024 | Let                   | Simone        | Curta-metragem |

### Televisão
| Ano       | Título                          | Papel          | Notas                |
| --------- | ------------------------------- | -------------- | -------------------- |
| 2018–2023 | Succession                      | Jess Jordan    | 25 episódios         |
| 2020      | Amazing Stories                 | Nina Bowman    | Episódio: "The Rift" |
| 2021      | Y: The Last Man                 | Beth DeVille   | 10 episódios         |
| 2022      | The Calling                     | Janine Harris  | 8 episódios          |
| 2023-2024 | American Horror Story: Delicate | Talia Thompson | 5 episódios          |

### Teatro
| Ano  | Título                        | Papel             | Notas        |
| ---- | ----------------------------- | ----------------- | ------------ |
| 2018 | The House That Will Not Stand | Maude Lynn Albans | Off-Broadway |
| 2019 | Sunday                        | Jill              | Off-Broadway |
| 2023 | Stereophonic                  | Holly             | Off-Broadway |
| 2024 | Stereophonic                  | Holly             | Broadway     |